# Катон-Томпсон, Гертруда
Гертруда Катон-Томпсон (англ. Gertrude Caton–Thompson, 1 февраля 1888 — 18 апреля 1985) — английский археолог.

## Биография
Гертруда Катон-Томпсон родилась в семье Уильяма Катон-Томпсона (William Caton-Thompson) и Этель Пэйдж (Ethel Page) в 1888 году в Лондоне, Англия. Она посещала частные школы в Истборне и Париже. Во время Первой мировой войны Катон-Томпсон работала на Британское министерство транспорта и посетила Парижскую мирную конференцию в 1919 году. Впоследствии она работала археологом в Египте (в Абидосе и Оксиринхе). Во время учёбы в британской археологической школе в Египте с 1921 по 1926 Катон-Томпсон и геолог Элинор Уайт Гарднер начали первое археологическое исследование северного Фаюма. Она продолжила работу в Фаюме в течение последующих двух лет, в качестве полевого директора Королевского Антропологического Института Великобритании и Ирландии. С 1928 по 1929 Катон-Томпсон исследовала знаменитые руины Великого Зимбабве, она была первая, кто утверждал, что руины имеют непосредственно африканское происхождение. Она также работала в оазисе Харга. До конца 1937 года Катон-Томпсон и Элинор Гарднер в сопровождении Фрейи Старк занимались систематическими раскопками в Йемене.
Катон-Томпсон скончалась на 98-м году жизни в Бродвее, графство Вустершир.

## Публикации
- «Культура Зимбабве», (1931)
- «Пустыня Фаюм», (1935)
- «Оазис Харга в доисторические времена», (1952)